# Капр, Ян
Ян Капр (чеш. Jan Kapr; 12 марта 1914 года, Прага, Австро-Венгрия — 29 апреля 1988 года, Прага, ЧССР) — чехословацкий композитор. Лауреат Сталинской премии второй степени (1951).

## Биография
Ян Капр родился 12 марта 1914 года в Праге. Окончил Пражскую консерваторию по классу композиции Я. Кржички. Творческую деятельность начал в 1939 году. В 1939—1946 годах — музыкальный режиссёр Пражского радиоцентра, в 1951—1952 годах — главный редактор музыкального издательства «Орбис», с 1953 года — возглавляет музыкальный отдел Чехословацкого радио. Профессор Музыкальной академии в Брно (1961). Автор популярных в Чехословакии песен «Идём к миру», «Песня о новой Праге» и других.

## Творчество
- 10 симфоний (1943, 1946, 1956 — две, 1959, 1960, 1968, 1971—1977, 1982, 1985)
- симфониетта (1940)
- симфоническое скерцо «Марафон» (1939)
- симфоническая картина «Завтра» (1953)
- сюита (1956)
- два концерта для фортепиано с оркестром (1938, 1953)
- патриотические кантаты «Песняо родной стране» (1940) и «В Советской стране» (1951)
- фортепианный цикл «Родина»

## Фильмография
- 1943 — Опьянение весны
- 1947 — Лисица и кувшин (мультфильм)
- 1948 — О миллионере, который украл солнце (мультфильм)
- 1949 — Первые полёты (док.)
- 1950 — Новая Чехословакия (док.)
- 1951 — Курица и пономарь
- 1954 — Комедианты; Ботострой
- 1956 — Измена

## Награды и премии
- Сталинская премия второй степени (1951) — за музыку к фильму «Новая Чехословакия» (1950)
- Государственная премия ЧССР (1953)
- заслуженный артист ЧССР (1964)